# Веллі-Сіті (Іллінойс)
Веллі-Сіті (англ. Valley City) — селище (англ. village) в США, в окрузі Пайк штату Іллінойс. Населення — 14 осіб (2020).

## Географія
Веллі-Сіті розташоване за координатами 39°42′26″ пн. ш. 90°38′58″ зх. д. / 39.70722° пн. ш. 90.64944° зх. д. (39.707210, -90.649398).  За даними Бюро перепису населення США в 2010 році селище мало площу 0,54 км², з яких 0,51 км² — суходіл та 0,03 км² — водойми.

## Демографія
Згідно з переписом 2010 року, у селищі мешкало 13 осіб у 8 домогосподарствах у складі 3 родин. Густота населення становила 24 особи/км².  Було 12 помешкання (22/км²).
Расовий склад населення:
| - 100,0 % — білих |

До двох чи більше рас належало 0,0 %. Частка іспаномовних становила 0,0 % від усіх жителів.
За віковим діапазоном населення розподілялося таким чином: 15,4 % — особи молодші 18 років, 53,8 % — особи у віці 18—64 років, 30,8 % — особи у віці 65 років та старші. Медіана віку мешканця становила 55,3 року. На 100 осіб жіночої статі у селищі припадало 116,7 чоловіків;  на 100 жінок у віці від 18 років та старших — 83,3 чоловіків також старших 18 років.
Цивільне працевлаштоване населення становило 0 осіб. 